# Raymond Quinsac Monvoisin

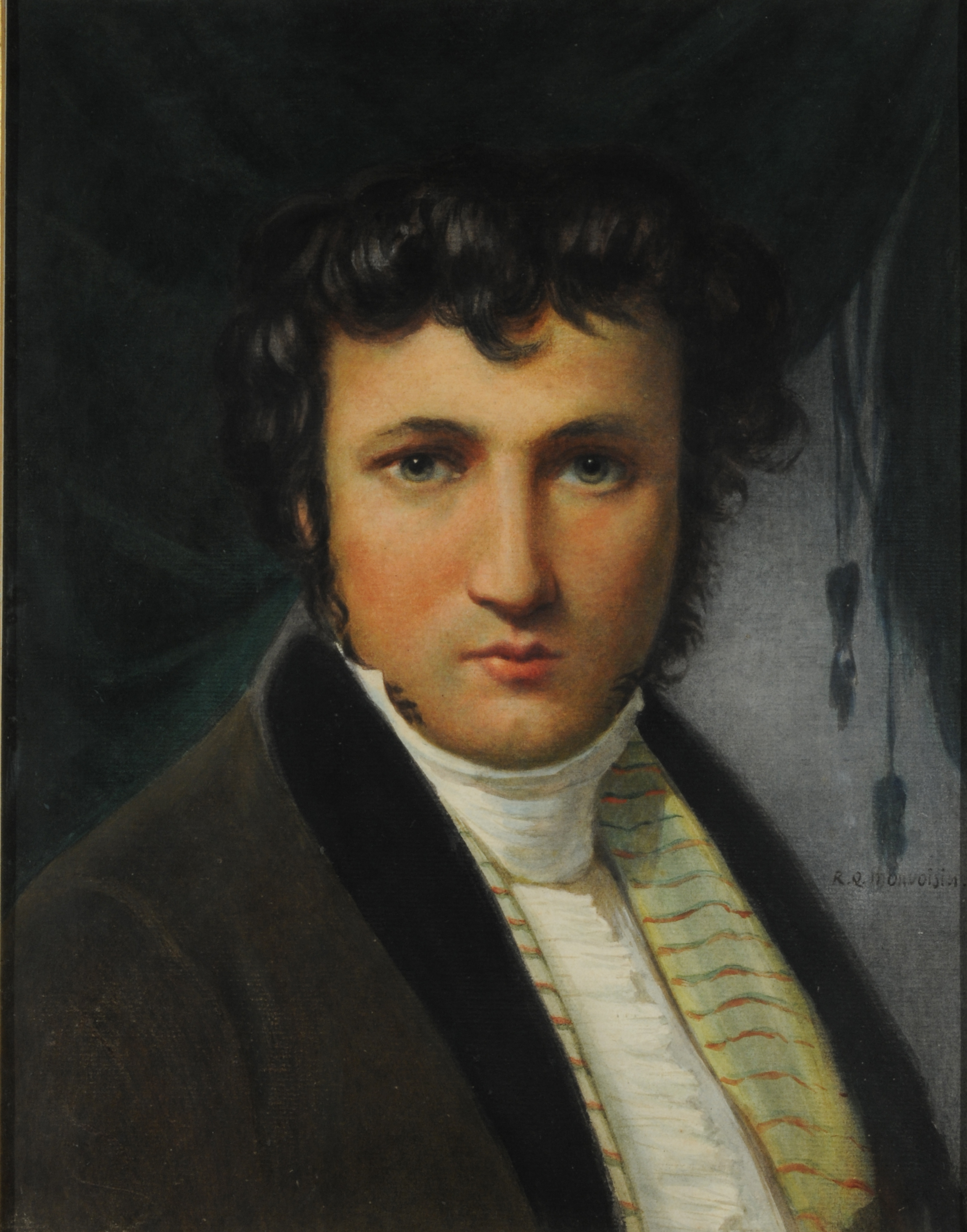
Selbstporträt (Datierung unbekannt)

Raymond Auguste Quinsac Monvoisin (* 15. Mai 1790 in Quinsac; † 26. März 1870 in Boulogne-sur-Seine) war ein französischer Maler, der als Porträtmaler in Südamerika seine größten Erfolge feierte.

## Leben
Monvoisin wurde in dem kleinen Ort Quinsac, wenige Kilometer außerhalb von Bordeaux geboren. Obwohl sein Vater eine Karriere als Militäringenieur für ihn vorgesehen hatte, begann er sich der Malerei zu widmen. Bis 1812 studierte er an der École des Beaux-Arts in Bordeaux bei Pierre Lacour (1745–1814) und führte bereits eigene Werke in Bordeaux und Umgebung aus. Ab 1816 studierte er an der École des Beaux-arts in Paris im Atelier von Pierre-Narcisse Guérin. Er arbeitete an dessen mythologischen Szenen mit, die im Klassizismus beliebt waren. 1819 beteiligte er sich erstmals am Salon im Louvre. 1820 beteiligte er sich erfolgreich am Wettbewerb um den zweiten Rompreis mit dem Gemälde Achille demandant à Nestor le prix de la sagesse aux jeux olympiques (Achilles fragt Nestor nach dem Preis der Weisheit bei den Olympischen Spielen, in Privatbesitz erhalten). Daraufhin konnte er 1821 nach Rom reisen und bis 1825 als Stipendiat der Académie de France in der Villa Medici arbeiten. Am 5. März 1825 heiratete er in Rom die Miniaturistin Domenica Festa (1805/7–1881), Tochter des Malers Felice Festa (* 1763/64, Sterbedatum unbekannt). 1834 wurde die Tochter Bianca Monvoisin geboren.
Zurück in Frankreich erhielt Monvoisin unter anderem Aufträge vom Duc d’Orléans (Télémachus et Eucharis, 1827, Minneapolis Institute of Art) und etablierte sich als Porträtist. 1834 erhielt er von König Louis-Philippe I. den Auftrag zu dem Historienbild La bataille de Denain für den Saal der Schlachtenbilder im Schloss Versaille (heute im Musée des Beaux-Arts de Bordeaux). Als der spätere Direktor des Louvre Alphonse de Cailleux (1787–1876) Änderungen an dem Gemälde forderte, kam Monvoisin dem nicht nach und fiel zunehmend in Ungnade.
Da auch seine Ehe sich in einer Krise befand, entschloss er sich auf Grund seiner Kontakte zu Chilenen, die er porträtiert hatte, nach Südamerika auszuwandern. 1842 setzte er mit zahlreichen seiner Gemälden, die sich heute in südamerikanischen Sammlungen befinden, über. Er landete jedoch wetterbedingt nicht in Chile, sondern zuerst in Argentinien. Dort porträtierte er Juan Manuel de Rosas (Museo Nacional de Bellas Artes in Buenos Aires). Im Januar 1843 erreichte er dann Santiago de Chile. Sein Ruf ermöglichte ihm den Kontakt zu den führenden Familien des Landes und er wurde ein erfolgreicher Porträtist. Er erhielt den Auftrag der Regierung, die Academia de Bellas Artes in Santiago zu gründen, was am 17. März 1848 vollzogen wurde. In Chile war er aber auch in unterschiedlichsten Geschäften engagiert. Er bereiste das Land, um Motive für seine Bilder zu finden, er investierte in Bergbauminen und erwarb einen landwirtschaftlichen Betrieb. An der Akademie bildete er namhafte Künstler des Landes wie Francisco Javier Mandiola und Procesa del Carmen Sarmiento aus. Zusammen mit seiner Schülerin, der französischen Malerin Clara Filleul, begründete er die Porträtmalerei in Chile und Argentinien. Als er 1858 in seine Heimat zurückkehrte, musste er aber erleben, dass er an seine früheren Erfolge nicht anknüpfen konnte. Sein Ruhm war verblasst. So starb er 1870 verarmt in Boulogne-sur-Seine.

## Ein oder zwei Monvoisin?
In der spanischsprachigen Literatur zu Monvoisin kursieren zwei unterschiedliche Geburtsjahre und die Frage, ob es zwei Künstler dieses Namens gibt: Raymond Auguste und Pierre Raymond Jacques. Tatsächlich hatte er einen jüngeren Bruder, Pierre-Raymond Jacques, geboren am 3. August 1794 in Bordeaux, der als Maler und Lithograph tätig war, über dessen Leben aber ansonsten bislang kaum etwas bekannt ist. Es existieren Porträts von Personen aus Louisiana, die von Pierre Raymond Jacques Monvoisin signiert sind und die sich auch heute noch in Louisiana befinden.  Der Grund, warum Raymond Auguste begann, seine Gemälde mit dem Nachnamen „de Quinsac“ zu signieren, dem Ort seiner Herkunft, dürfte aber weniger in seiner Konkurrenz zu seinem Bruder liegen, als in dem Versuch, in seiner Zeit in Chile Kapital aus seiner französischen Herkunft zu schlagen.

## Werke
Monvoisin begann als Vertreter des Klassizismus mit mythologischen Szenen. In seiner römischen Zeit begann er auch Historienbilder zu malen und wurde nach seiner Rückkehr nach Frankreich wirtschaftlich vor allem als Porträtmaler erfolgreich. Stilistisch wandelte er sich in lebhaften Komposition der historischen Szenen und in einem stimmungsvolleren Kolorit zu einem Vertreter des neuen Stils der Romantik.

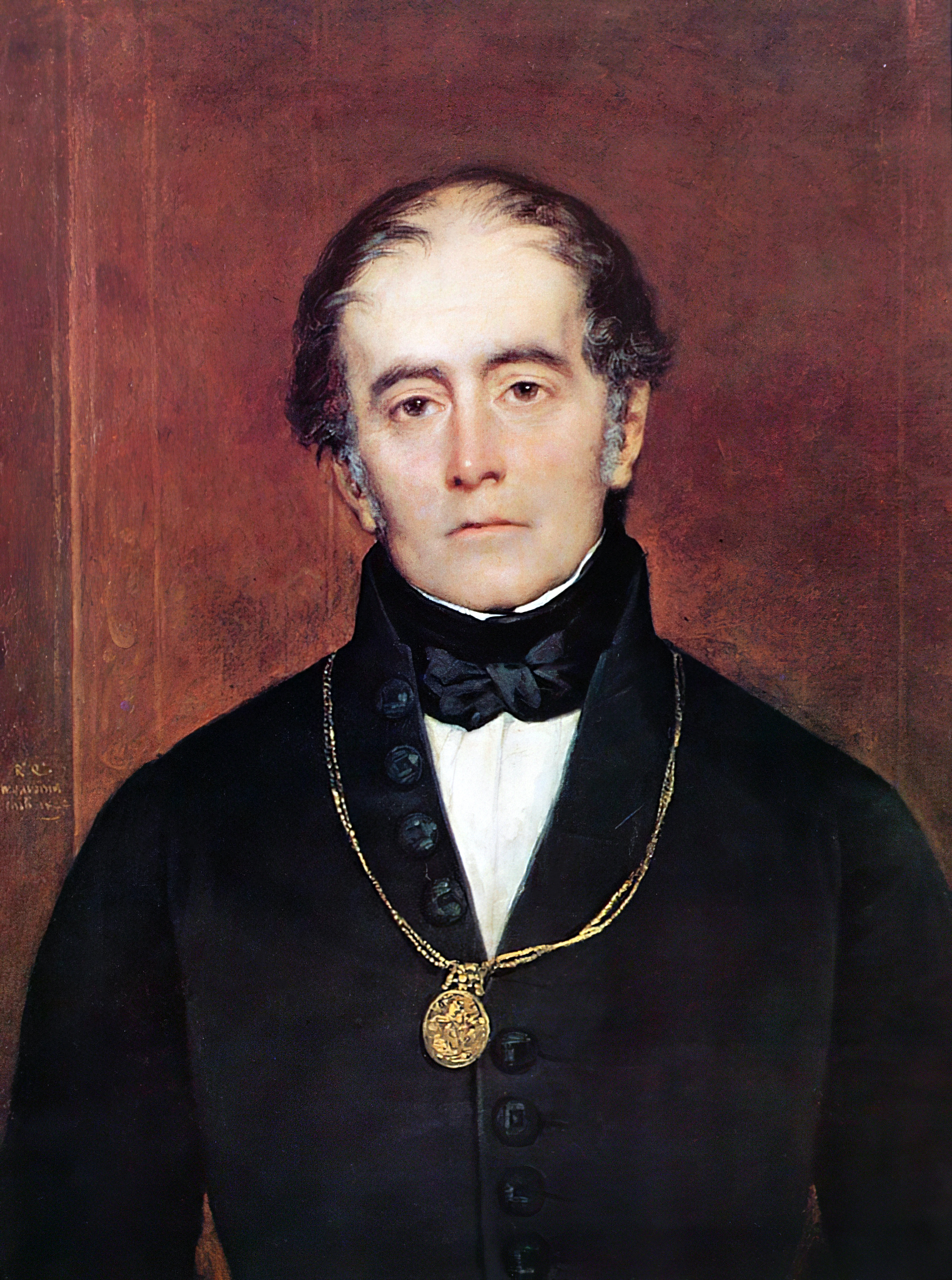
Porträt des Andrés Bello
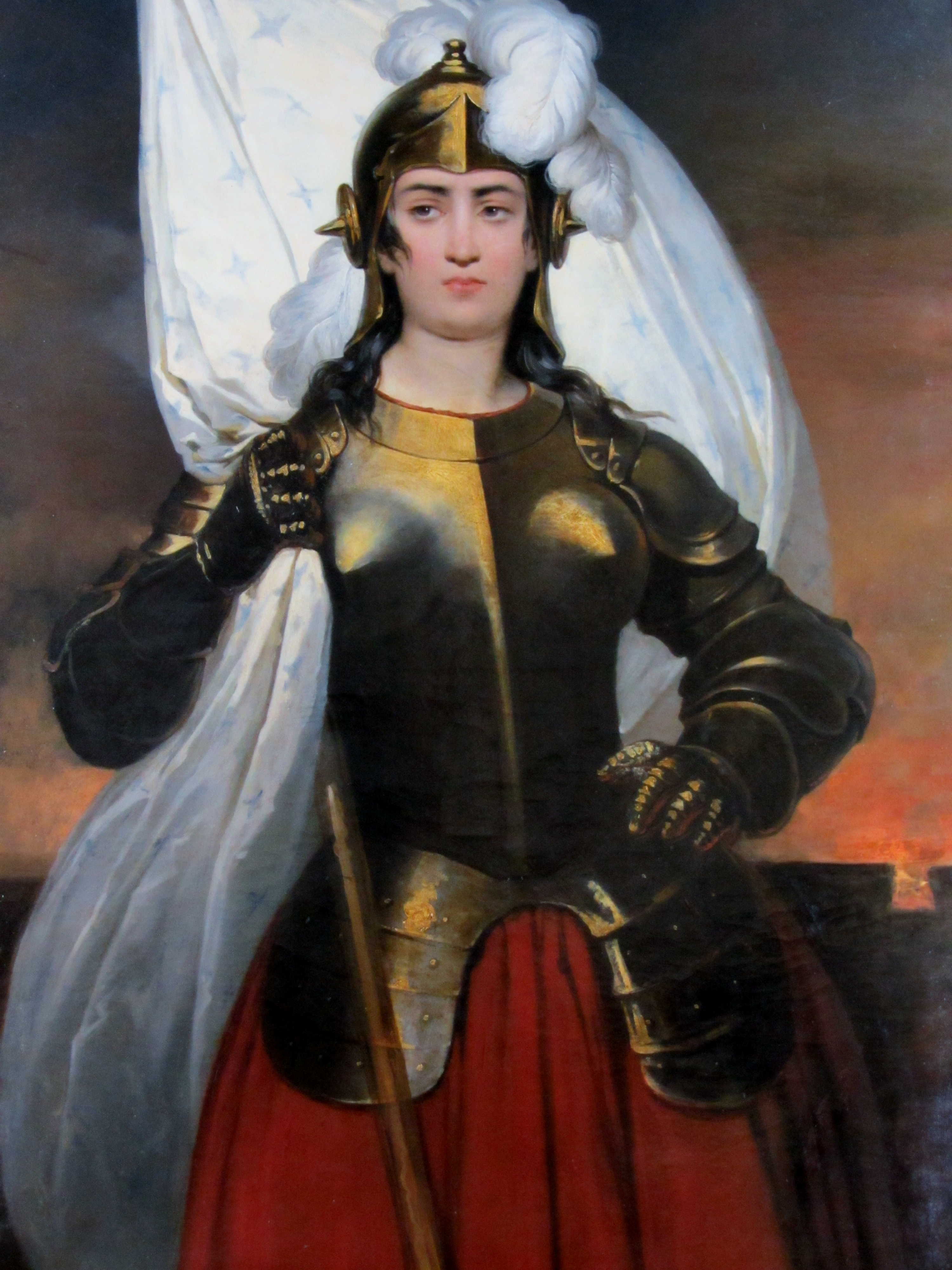
Jean d’Arc, 1843.
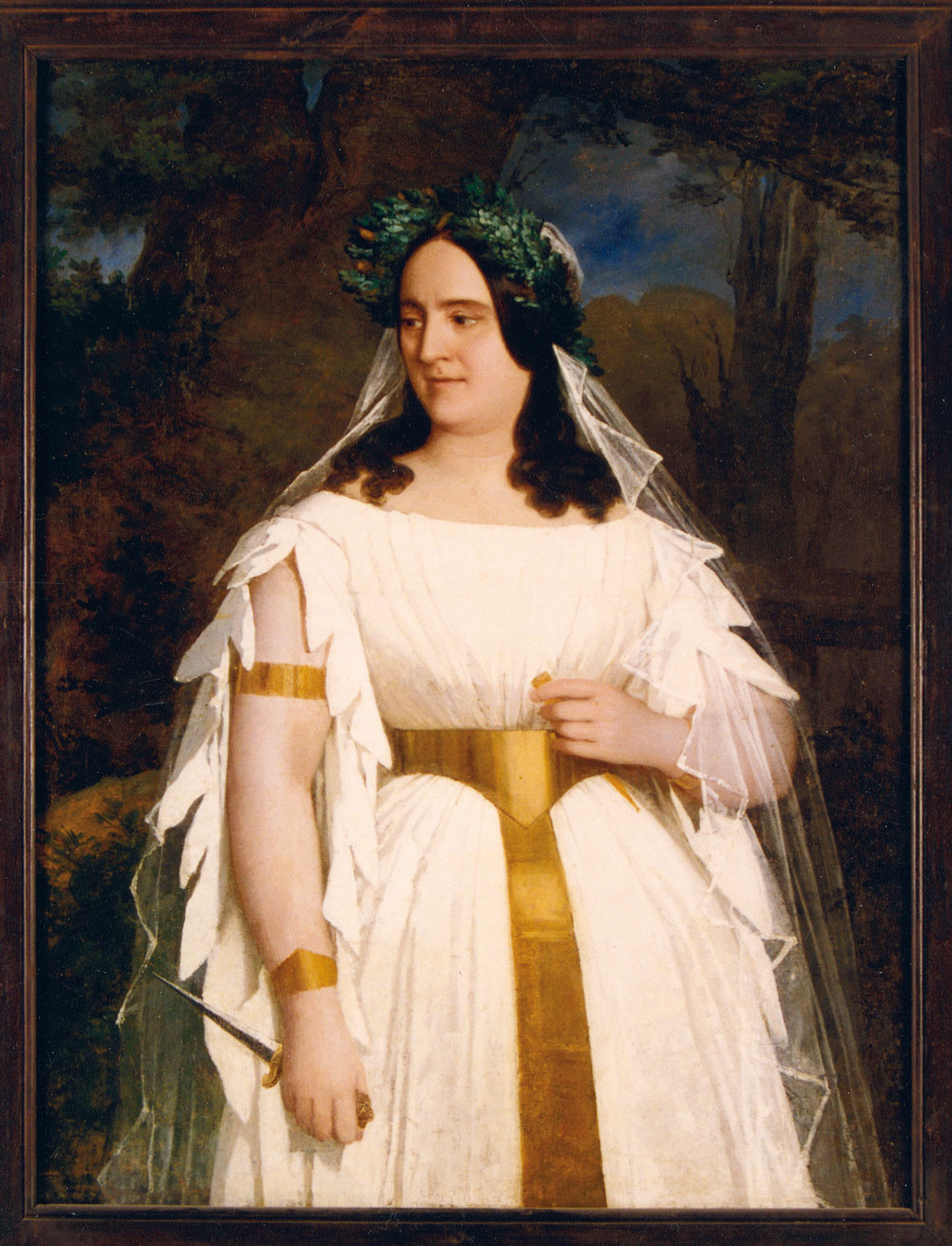
Adelaida Corradi de Pantanelli como Norma, 1845.
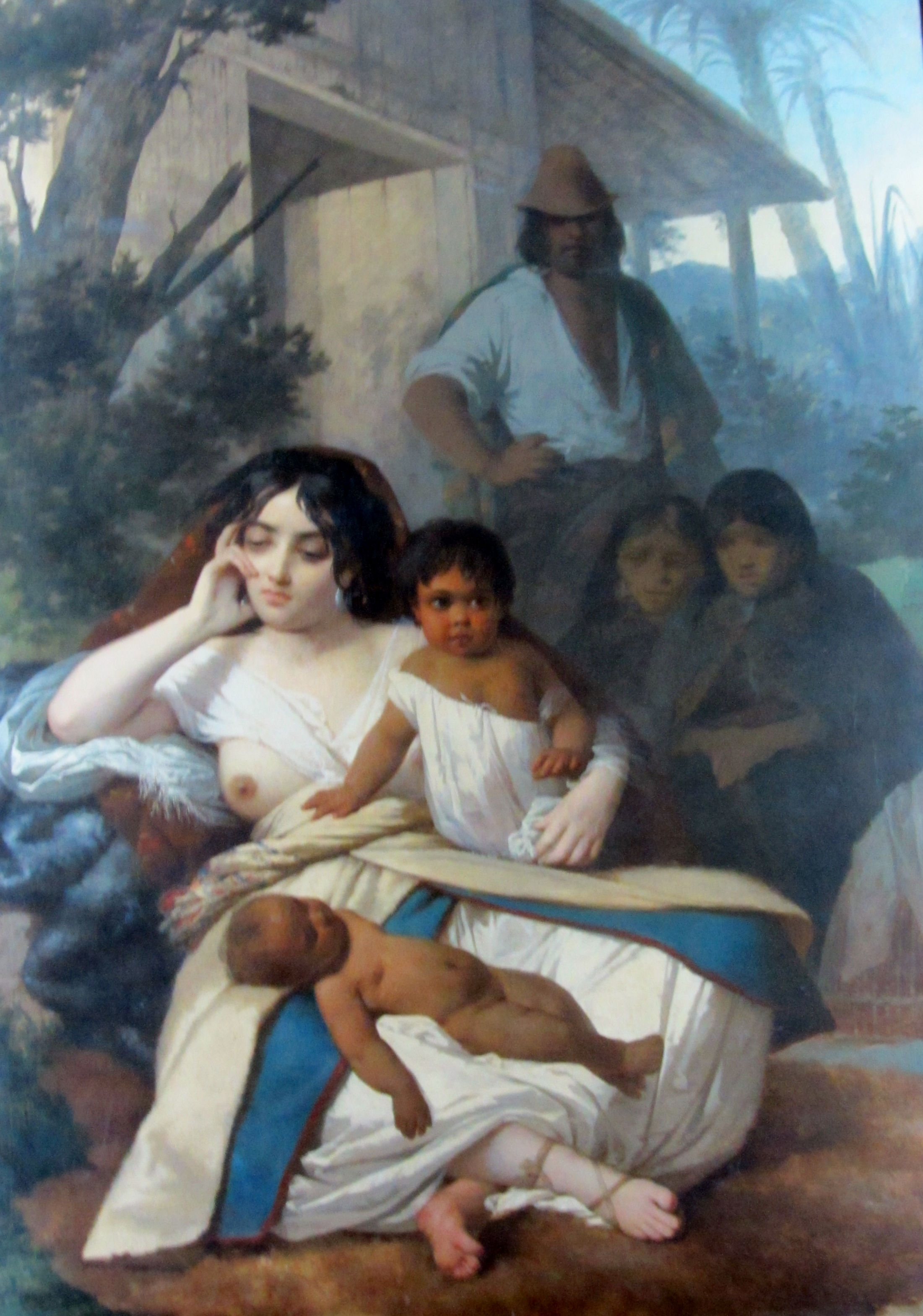
Elisa Bravo Jaramillo de Bañados, Häuptlingsgattin, 1858.
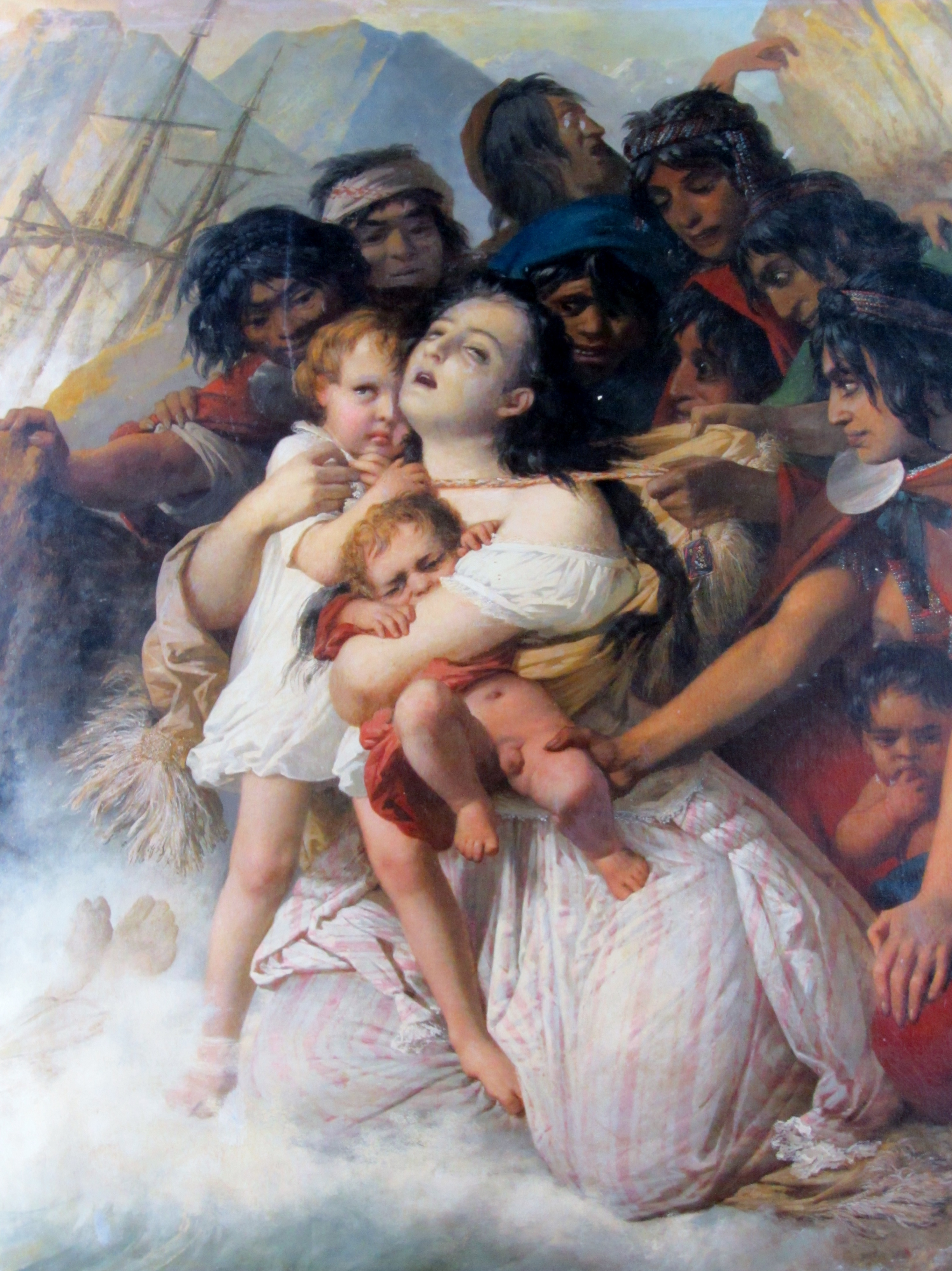
Schiffbruch der Joven Daniel, 1859.

## Ehrungen
- 1839 wurde Monvoisin zum Ritter der Ehrenlegion ernannt.[4]
- 2013 wurde in Bordeaux eine Straße nach ihm benannt.